# Daux
Pour les articles homonymes, voir Daux.
Daux (prononciation orthographique récente [doks], Daus [daws] en occitan), est une commune française située dans le département de la Haute-Garonne, en région Occitanie. Sur le plan historique et culturel, la commune est dans le Pays toulousain, qui s’étend autour de Toulouse le long de la vallée de la Garonne, bordé à l’ouest par les coteaux du Savès, à l’est par ceux du Lauragais et au sud par ceux de la vallée de l’ Ariège et du Volvestre.
Exposée à un climat océanique altéré, elle est drainée par le ruisseau de Ribarot et par divers autres petits cours d'eau. La commune possède un patrimoine naturel remarquable composé d'une zone naturelle d'intérêt écologique, faunistique et floristique.
Daux est une commune urbaine qui compte 2 575 habitants en 2022, après avoir connu une forte hausse de la population depuis 1975. Elle appartient à l'unité urbaine de Toulouse et fait partie de l'aire d'attraction de Toulouse. Ses habitants sont appelés les Dauxéens ou  Dauxéennes. 
Le patrimoine architectural de la commune comprend un immeuble protégé au titre des monuments historiques : l'église Saint-Barthélemy, inscrite en 1926.

## Géographie

### Localisation
La commune de Daux se trouve dans le département de la Haute-Garonne, en région Occitanie.
Sur le plan historique et culturel, Daux fait partie du pays toulousain, une ceinture de plaines fertiles entrecoupées de bosquets d'arbres, aux molles collines semées de fermes en briques roses, inéluctablement grignotée par l'urbanisme des banlieues.
Elle se situe à 17 km à vol d'oiseau de Toulouse, préfecture du département, et à 11 km de Léguevin, bureau centralisateur du canton de Léguevin dont dépend la commune depuis 2015 pour les élections départementales.
La commune fait en outre partie du bassin de vie de Toulouse.
Les communes les plus proches sont : 
Mondonville (2,9 km), Montaigut-sur-Save (3,1 km), Saint-Paul-sur-Save (3,5 km), Merville (3,8 km), Aussonne (4,2 km), Bretx (5,8 km), Larra (5,9 km), Menville (6,3 km).
Daux est limitrophe de six autres communes dont plusieurs communes par un quinquepoint.
|                                        | Merville    |          |
| Montaigut-sur-Save                     | Daux        | Aussonne |
| Lévignac, Pibrac (par un quinquepoint) | Mondonville |          |

### Géologie et relief
La superficie de la commune est de 1 688 hectares ; son altitude varie de 119  à   193 mètres.
Géologiquement, la commune est située sur la haute et sur la moyenne terrasse de la Garonne. Les paysages de Daux sont variés, de la forêt de Bouconne à la plaine agricole et aux vallons boisés qui dévalent vers la vallée de la Save.

### Hydrographie

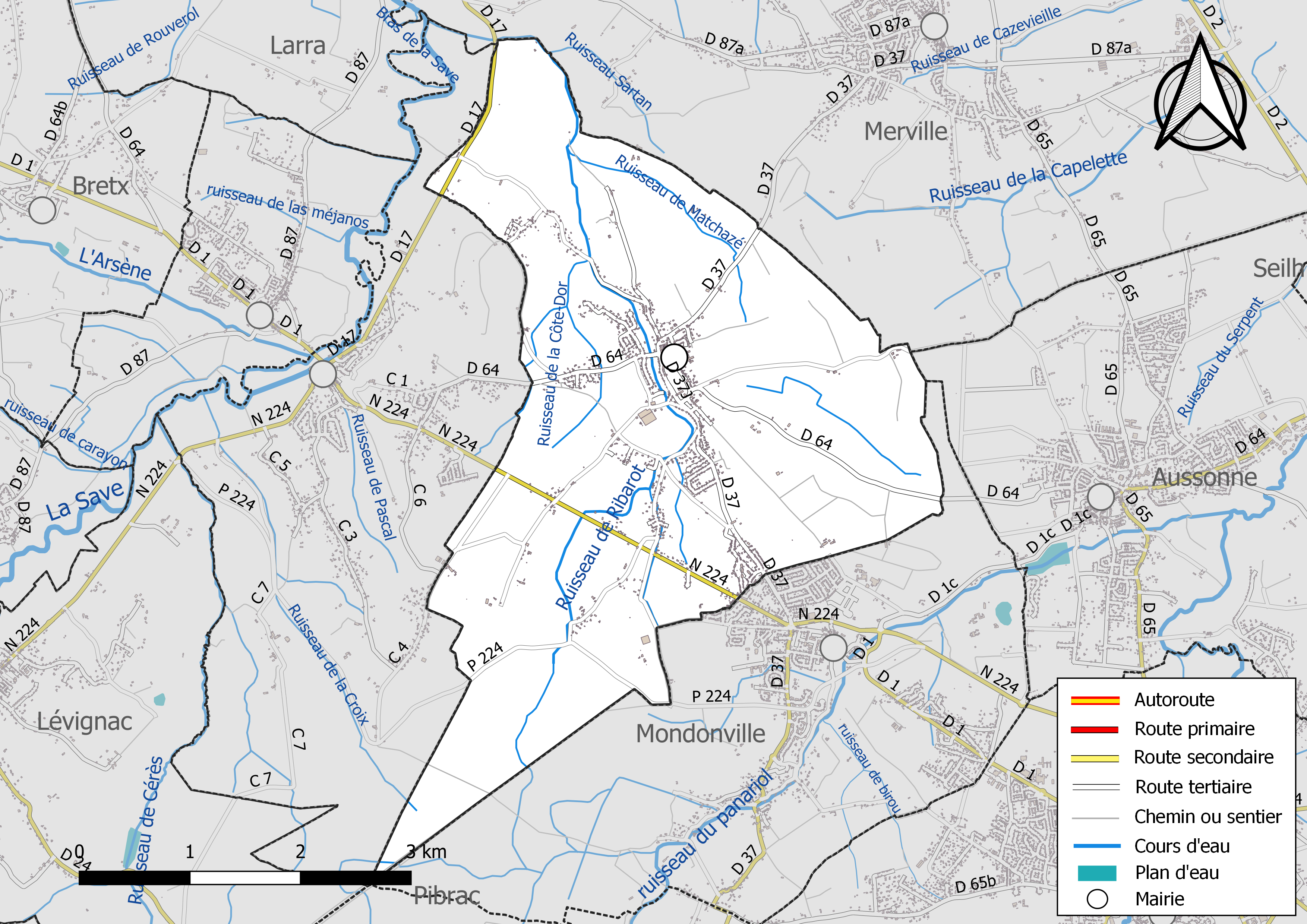
Réseaux hydrographique et routier de Daux.

La commune est dans le bassin de la Garonne, au sein du bassin hydrographique Adour-Garonne. Elle est drainée par le ruisseau de Ribarot, le ruisseau de la Côte-Dor, le ruisseau de la Croix, le ruisseau de Matchazé et par divers petits cours d'eau, constituant un réseau hydrographique de 18 km de longueur totale,.

### Climat
Pour des articles plus généraux, voir Climat de l'Occitanie et Climat de la Haute-Garonne.
En 2010, le climat de la commune est de type climat du Bassin du Sud-Ouest, selon une étude s'appuyant sur une série de données couvrant la période 1971-2000. En 2020, Météo-France publie une typologie des climats de la France métropolitaine dans laquelle la commune est exposée à un climat océanique altéré et est dans la région climatique Aquitaine, Gascogne, caractérisée par une pluviométrie abondante au printemps, modérée en automne, un faible ensoleillement au printemps, un été chaud (19,5 °C), des vents faibles, des brouillards fréquents en automne et en hiver et des orages fréquents en été (15 à 20 jours).
Pour la période 1971-2000, la température annuelle moyenne est de 13,3 °C, avec une amplitude thermique annuelle de 15,7 °C. Le cumul annuel moyen de précipitations est de 719 mm, avec 9,2 jours de précipitations en janvier et 5,3 jours en juillet. Pour la période 1991-2020, la température moyenne annuelle observée sur la station météorologique la plus proche, située sur la commune de Blagnac à 12 km à vol d'oiseau, est de 14,2 °C et le cumul annuel moyen de précipitations est de 627,0 mm,. Pour l'avenir, les paramètres climatiques de la commune estimés pour 2050 selon différents scénarios d'émission de gaz à effet de serre sont consultables sur un site dédié publié par Météo-France en novembre 2022.

### Milieux naturels et biodiversité

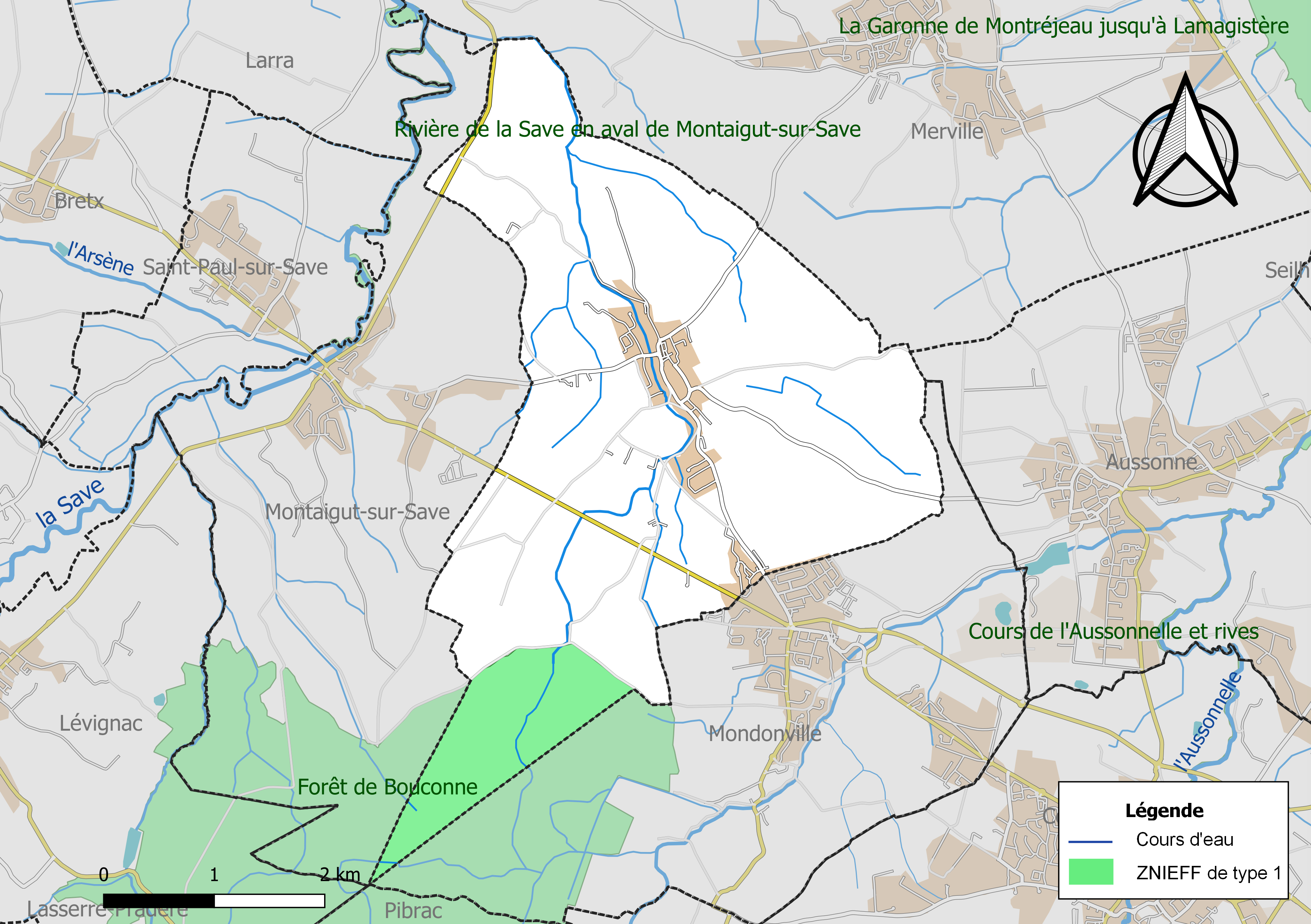
Carte de la ZNIEFF de type 1 localisée sur la commune.

L’inventaire des zones naturelles d'intérêt écologique, faunistique et floristique (ZNIEFF) a pour objectif de réaliser une couverture des zones les plus intéressantes sur le plan écologique, essentiellement dans la perspective d’améliorer la connaissance du patrimoine naturel national et de fournir aux différents décideurs un outil d’aide à la prise en compte de l’environnement dans l’aménagement du territoire.
Une ZNIEFF de type 1 est recensée sur la commune :
la « forêt de Bouconne » (2 868 ha), couvrant 10 communes dont neuf dans la Haute-Garonne et une dans le Gers.

## Urbanisme

### Typologie
Au 1er janvier 2024, Daux est catégorisée ceinture urbaine, selon la nouvelle grille communale de densité à sept niveaux définie par l'Insee en 2022.
Elle appartient à l'unité urbaine de Toulouse, une agglomération inter-départementale regroupant 81  communes, dont elle est une commune de la banlieue,,. Par ailleurs la commune fait partie de l'aire d'attraction de Toulouse, dont elle est une commune de la couronne,. Cette aire, qui regroupe 527 communes, est catégorisée dans les aires de 700 000 habitants ou plus (hors Paris),.

### Occupation des sols

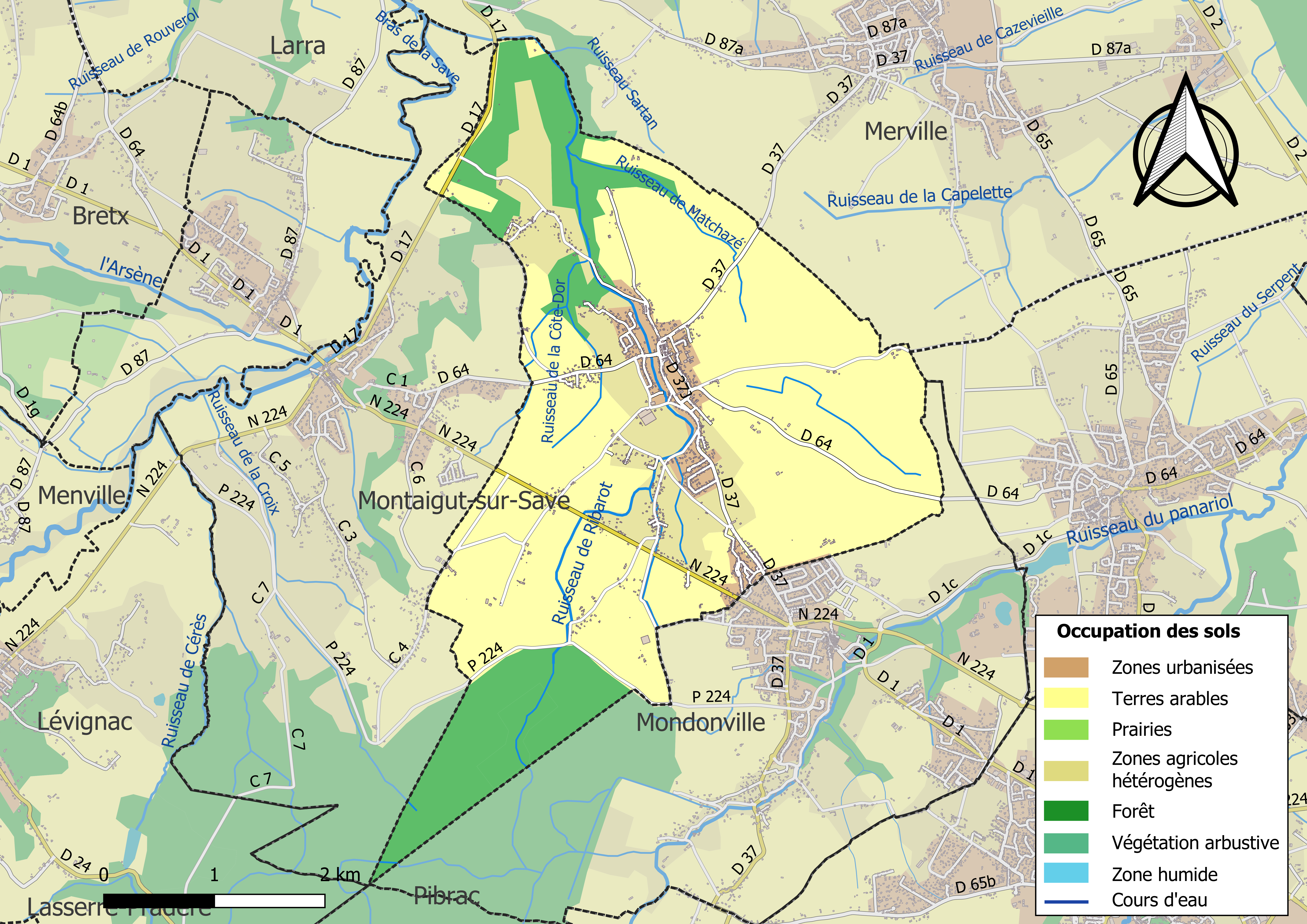
Carte des infrastructures et de l'occupation des sols de la commune en 2018 (CLC).

L'occupation des sols de la commune, telle qu'elle ressort de la base de données européenne d’occupation biophysique des sols Corine Land Cover (CLC), est marquée par l'importance des territoires agricoles (74,4 % en 2018), en diminution par rapport à 1990 (79,6 %). La répartition détaillée en 2018 est la suivante : 
terres arables (64 %), forêts (18,5 %), zones agricoles hétérogènes (10,4 %), zones urbanisées (7,1 %). L'évolution de l’occupation des sols de la commune et de ses infrastructures peut être observée sur les différentes représentations cartographiques du territoire : la carte de Cassini (XVIIIe siècle), la carte d'état-major (1820-1866) et les cartes ou photos aériennes de l'IGN pour la période actuelle (1950 à aujourd'hui).

### Lieux-dits ou hameaux
Bourdou, les Fourtous, Azas, Ambrus, Crouchet, Matchaze, le Turel, Bétoueil, Menqué, Guergy, La Grande Rivière, Le Moutat, La Cavèque, Susterre, L'Oueillère, le Tulle-Haut, la Mondelle, Sandreau, Ragou, Pouverère, La Cahourse, Perruguet, Bretagne, la Tuilerie, Le Padouenc.

### Voies de communication et transports
- Par la route : route nationale 224.

- Par l'autobus : les lignes régulières de transport interurbain régional LIO (lignes 369 et 373 en direction de la gare routière de Toulouse). Transport à la demande vers Grenade.
- Par l'avion : aéroport de Toulouse-Blagnac.

### Risques majeurs
Le territoire de la commune de Daux est vulnérable à différents aléas naturels : météorologiques (tempête, orage, neige, grand froid, canicule ou sécheresse), inondations, feux de forêts et séisme (sismicité très faible). Un site publié par le BRGM permet d'évaluer simplement et rapidement les risques d'un bien localisé soit par son adresse soit par le numéro de sa parcelle.
Certaines parties du territoire communal sont susceptibles d’être affectées par le risque d’inondation par débordement de cours d'eau, notamment La commune a été reconnue en état de catastrophe naturelle au titre des dommages causés par les inondations et coulées de boue survenues en 1982, 1988, 1994, 1999, 2009 et 2022,.
Un plan départemental de protection des forêts contre les incendies a été approuvé par arrêté préfectoral du 25 septembre 2006. Daux est exposée au risque de feu de forêt du fait de la présence sur son territoire du massif de Bouconne. Il est ainsi défendu aux propriétaires de la commune et à leurs ayants droit de porter ou d’allumer du feu dans l'intérieur et à une distance de 200 mètres des bois, forêts, plantations, reboisements ainsi que des landes. L’écobuage est également interdit, ainsi que les feux de type méchouis et barbecues, à l’exception de ceux prévus dans des installations fixes (non situées sous couvert d'arbres) constituant une dépendance d'habitation,.

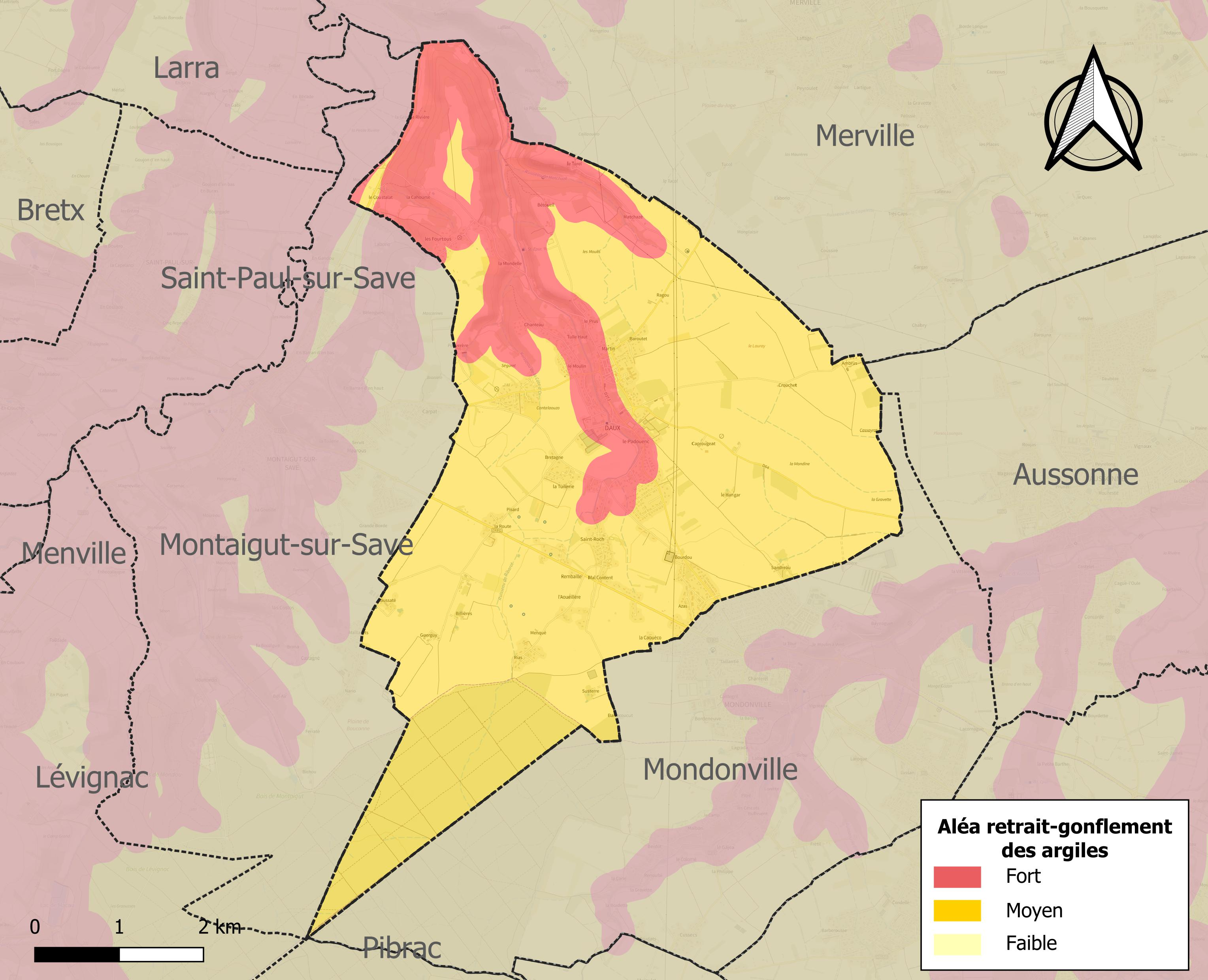
Carte des zones d'aléa retrait-gonflement des sols argileux de Daux.

Le retrait-gonflement des sols argileux est susceptible d'engendrer des dommages importants aux bâtiments en cas d’alternance de périodes de sécheresse et de pluie. La totalité de la commune est en aléa moyen ou fort (88,8 % au niveau départemental et 48,5 % au niveau national). Sur les 857 bâtiments dénombrés sur la commune en 2019, 857 sont en aléa moyen ou fort, soit 100 %, à comparer aux 98 % au niveau départemental et 54 % au niveau national. Une cartographie de l'exposition du territoire national au retrait gonflement des sols argileux est disponible sur le site du BRGM,.
Par ailleurs, afin de mieux appréhender le risque d’affaissement de terrain, l'inventaire national des cavités souterraines permet de localiser celles situées sur la commune.
Concernant les mouvements de terrains, la commune a été reconnue en état de catastrophe naturelle au titre des dommages causés par la sécheresse en 2003, 2011, 2015, 2017 et 2020 et par des mouvements de terrain en 1999.

## Toponymie
Daux, Daus [daws], se situe en haute et moyenne terrasse de rive gauche de Garonne et est en zone de dialecte occitan gascon. Le toponyme consiste en l'agglutination de la préposition "de/d'" et d'une finale sonore en"S", francisée par le X" orthographique français, marque du pluriel ou inhérente à l'étymon.
Le "x" orthographique du toponyme francisé induit une prononciation finale orthographique en "ks" [dɔks], en place du "s" sonore traditionnel local, par hypercorrection; prononciation récente contestable en français comme localement. "Chevaux" se prononçait antérieurement [ʃəvaws].
Daus [daws] correspond phonétiquement aussi au pluriel d'auts [daws] de d'aut [dawt], évoquant un lieu en hauteur. Dans d'auts, la lettre "t" s'efface oralement en occitan par euphonie, pour éviter le son "ts" après une diphtongue ascendante comme "au" [aw].
- d'aut / daut : (d') en haut
-  a-d Auts: à Auts,  avec "d" euphonique occitan de liaison devant voyelle.
La forme occitane ancienne alt/aut a donné haut en gascon et naut en languedocien.

## Histoire

### Préhistoire
Les traces de la présence des hommes à Daux sont nombreuses depuis le Paléolithique inférieur. De nombreux outils ont été abandonnés sur les terrasses de Garonne par les chasseurs-cueilleurs qui peuplaient le territoire.

### Antiquité
À l'époque romaine, Daux est une villa de bonne dimension ; de nombreux sites rappellent également l'occupation des Gallo-romains, notamment Mayras et Fourclens (Merville) mais les découvertes fortuites témoignent d'un réseau de villas relativement dense sur la commune. La voie romaine de Toulouse à Lectoure traversait le territoire. La forêt très étendue a progressivement régressé sous la hache des défricheurs.

### Moyen Âge
Au Moyen Âge, la première trace écrite de la présence d'une communauté humaine qui faisait partie de la seigneurie de Terride, date de 1046. En 1187, Gautier de Terride fait don à l'abbé Guilhem de terres à Daux, ainsi que d'une famille de travailleurs, ce qui donne à penser que la population était au moins en partie, en état de servage. La présence des cisterciens de Grandselve  et des Prémontrés de La Capelle est importante au XIIe siècle mais progressivement les Comtes de L'Isle Jourdain vont devenir les seuls seigneurs de Daux. Afin d'attirer de nouvelles populations le seigneur de Daux, Jourdain de l'Isle octroie en 1253 des franchises aux habitants qui voudront s'installer dans le castrum de Daux (droits divers, terrain pour bâtir leur maison, droit de vivier, jardin, etc.).
Daux est en Gascogne dont la limite est à la Croix d'Alliez (Mondonville) bien qu'étant du diocèse de Toulouse. En 1405, le comté de l'Isle passa aux mains du comte de Clermont, puis en 1420 à Jean IV d'Armagnac; celui-ci fut dépossédé par Louis XI en 1475, pour rébellion, et les rois de France recueillirent la suzeraineté de Daux.

### Époque moderne
En 1554, Henri II confirma les coutumes et privilèges de Saint Salvy de Daux et octroya des armes parlantes à la cité : « D'azur aux trois tours crénelées posées 2 et 1, au chef également d'azur aux 3 fleurs de lys d'or ».
En 1579, la seigneurie de Daux fut échangée par le roi au profit de Guy Dufaur de Pibrac, compagnon d'Henri III et d'Henri IV et auteur des « Quatrains ». Nouveau changement au XVIIe siècle : la seigneurie reste partagée entre les Bénédictins de la Daurade, qui possédaient le château plus tard appelé de Lalo et les de Turle, résidant au château de Peyrolade. Le dernier seigneur de Daux fut le chevalier Jean Guy Marie de Lalo, né en 1743 et conseiller au Parlement de Toulouse. De santé fragile, il survécut à la Révolution et mourut à Daux en 1817.
Daux était une ville murée, protégée par une ceinture de fossés profonds que bordaient des murailles construites en pisé. Trois portes, flanquées de tours, complétaient cet ensemble qu'on appelait « le Fort de la Ville ». Tous ces ouvrages disparurent au XIXe siècle; de même les couverts qui prolongeaient certaines maisons ont disparu.
L'église ancienne de Daux a été reconstruite par les habitants à partir de 1853 sous l'impulsion de l'abbé Dastarac. Seul le clocher aux soubassements sans doute romans et probablement élevé au XVIe siècle dans le plus pur style toulousain a été conservé.

#### Révolution française
L'administration de la ville était confiée avant la Révolution à 4 consuls, choisis par le seigneur sur une liste de 8 candidats. Huit conseillers, s'ajoutant aux consuls, formaient le « conseil général de la communauté » dont les séances étaient publiques. En 1693 fut institué, par édit royal, un maire perpétuel, charge payante, qui progressivement met fin au rôle des consuls. Le premier maire fut Nicolas de Rabaudy, écuyer, qui prit possession de sa charge le 15 août 1693.
Pendant la Révolution, Daux fut incorporé au canton de Lévignac, supprimé sous le Directoire.
Daux est alors rattachée au canton de Grenade-sur-Garonne. Le Conseil général de la commune, instauré en 1790, est l'ancêtre du conseil municipal actuel. La Révolution française est une époque de forte transformation de la société. L'église de Daux eut un premier patron, saint Salvy évêque d'Albi, puis saint Barthélémy, s'orne d'un clocher monumental du XVIe siècle de style gothique toulousain, heureusement restauré en 1936 sous l'action de Lucien Babonneau. Les châteaux de Peyrolade, de Fabari, de Lalo et d'Ambruscq témoignent de la richesse de leurs propriétaires. La chapelle Saint-Roch a été démolie sous la Révolution.

### Époque contemporaine
Daux croît régulièrement dans un développement maîtrisé et sa démographie atteint 2657 habitants en 2023. Les projections à 20 ans dans le cadre du SCOT prévoient une croissance démographique et économique significative. Son environnement privilégié entre bois, paysage agricole, cours d'eau et patrimoine architectural lui confère un caractère rural qui attire un grand nombre de citadins à la recherche d'une meilleure qualité de vie.

## Politique et administration

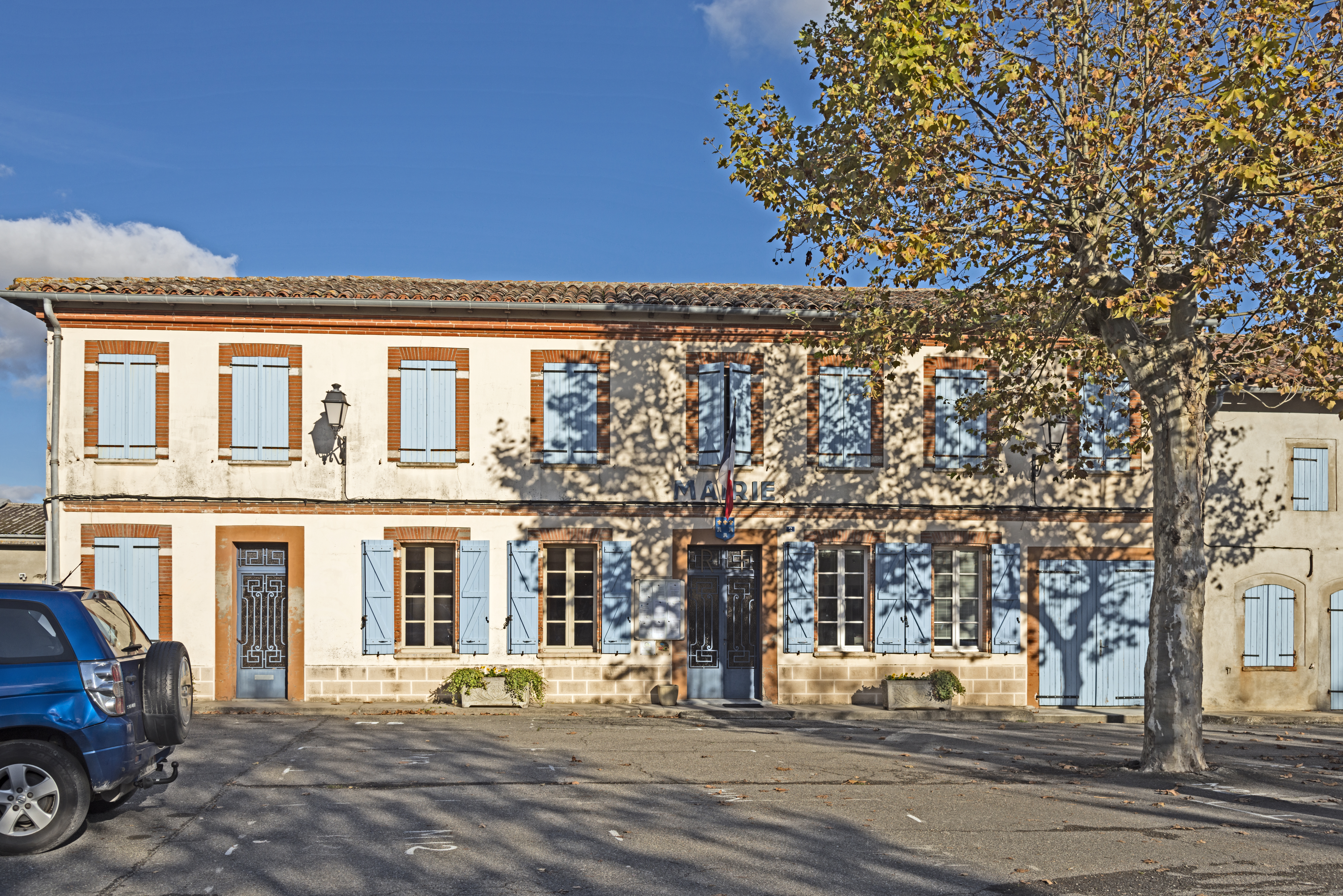
Mairie

### Administration municipale
Le nombre d'habitants au recensement de 2017 étant compris entre 1 500 habitants et 2 499 habitants, le nombre de membres du conseil municipal pour l'élection de 2020 est de dix-neuf,.

### Rattachements administratifs et électoraux
Commune faisant partie de la cinquième circonscription de la Haute-Garonne, de la communauté de communes des Hauts Tolosans et du canton de Léguevin (avant le redécoupage départemental de 2014, Daux faisait partie de l'ex-canton de Grenade) et de l'ex-communauté de communes de Save et Garonne.

### Liste des maires
| Période                                  | Période   | Identité        | Étiquette | Qualité  |
| ---------------------------------------- | --------- | --------------- | --------- | -------- |
| Les données manquantes sont à compléter. |           |                 |           |          |
| 1896                                     |           | F. Amouroux     |           |          |
| 1901                                     |           | A. Gantier      |           |          |
| 1902                                     |           | J. Davezac      |           |          |
| 1903                                     |           | L. Castan       |           |          |
| 1912                                     |           | T. Gazagne      |           |          |
| 1928                                     |           | Jean Sarlaboux  |           |          |
| 1935                                     |           | P. Gazagne      |           |          |
| 1944                                     |           | A. Amouroux     |           |          |
| 1953                                     |           | A. Bouissou     |           |          |
| 1974                                     |           | Jean Sarlaboux  |           |          |
| 1983                                     | juin 1995 | Jean Badoch     |           |          |
| juin 1995                                | mars 2008 | André Servant   | DVG       |          |
| mars 2008                                | En cours  | Patrice Lagorce | DVG       | Retraité |

## Population et société

### Démographie
L'évolution du nombre d'habitants est connue à travers les recensements de la population effectués dans la commune depuis 1793. Pour les communes de moins de 10 000 habitants, une enquête de recensement portant sur toute la population est réalisée tous les cinq ans, les populations de référence des années intermédiaires étant quant à elles estimées par interpolation ou extrapolation. Pour la commune, le premier recensement exhaustif entrant dans le cadre du nouveau dispositif a été réalisé en 2007.

En 2022, la commune comptait 2 575 habitants, en évolution de +10,9 % par rapport à 2016 (Haute-Garonne : +8,02 %, France hors Mayotte : +2,11 %).
| 1793 | 1800 | 1806 | 1821 | 1831 | 1836 | 1841 | 1846 | 1851 |
| ---- | ---- | ---- | ---- | ---- | ---- | ---- | ---- | ---- |
| 561  | 570  | 642  | 535  | 680  | 660  | 682  | 710  | 697  |

| 1856 | 1861 | 1866 | 1872 | 1876 | 1881 | 1886 | 1891 | 1896 |
| ---- | ---- | ---- | ---- | ---- | ---- | ---- | ---- | ---- |
| 711  | 682  | 645  | 599  | 601  | 599  | 576  | 545  | 566  |

| 1901 | 1906 | 1911 | 1921 | 1926 | 1931 | 1936 | 1946 | 1954 |
| ---- | ---- | ---- | ---- | ---- | ---- | ---- | ---- | ---- |
| 510  | 506  | 450  | 373  | 476  | 489  | 446  | 466  | 509  |

| 1962 | 1968 | 1975 | 1982  | 1990  | 1999  | 2006  | 2007  | 2012  |
| ---- | ---- | ---- | ----- | ----- | ----- | ----- | ----- | ----- |
| 479  | 577  | 785  | 1 059 | 1 144 | 1 253 | 1 655 | 1 712 | 2 141 |

| 2017  | 2022  | - | - | - | - | - | - | - |
| ----- | ----- | - | - | - | - | - | - | - |
| 2 361 | 2 575 | - | - | - | - | - | - | - |

| selon la population municipale des années : | 1968 | 1975 | 1982 | 1990 | 1999 | 2006 | 2009 | 2013 |
| Rang de la commune dans le département      | 112  | 103  | 108  | 112  | 119  | 110  | 107  | 95   |
| Nombre de communes du département           | 592  | 582  | 586  | 588  | 588  | 588  | 589  | 589  |

### Enseignement
Daux fait partie de l'académie de Toulouse.
L'éducation est assurée sur la commune par une école maternelle et une école élémentaire soit 12 classes au total.
Le collège est à Ausonne et le lycée à Pibrac.

### Culture
Médiathèque municipale, foyer rural, association à ta sauce, comité des fêtes.

### Activités sportives
Tennis, football, chasse, pétanque, équitation, foyer rural (peinture, théâtre, gymnastique, judo, danses,...).

### Écologie et recyclage
La collecte et le traitement des déchets des ménages et des déchets assimilés ainsi que la protection et la mise en valeur de l'environnement se font dans le cadre de la communauté de communes des hauts Tolosans

## Économie

### Revenus
En 2018  (données Insee publiées en septembre 2021), la commune compte 960 ménages fiscaux, regroupant 2 457 personnes. La médiane du revenu disponible par unité de consommation est de 26 390 € (23 140 € dans le département). 67 % des ménages fiscaux sont imposés (55,3 % dans le département).

### Emploi
|                | 2008  | 2013  | 2018  |
| -------------- | ----- | ----- | ----- |
| Commune        | 4,3 % | 5,2 % | 5,5 % |
| Département    | 7,7 % | 9,6 % | 9,3 % |
| France entière | 8,3 % | 10 %  | 10 %  |

En 2018, la population âgée de 15 à 64 ans s'élève à 1 571 personnes, parmi lesquelles on compte 82,1 % d'actifs (76,6 % ayant un emploi et 5,5 % de chômeurs) et 17,9 % d'inactifs,. Depuis 2008, le taux de chômage communal (au sens du recensement) des 15-64 ans est inférieur à celui de la France et du département.
La commune fait partie de la couronne de l'aire d'attraction de Toulouse, du fait qu'au moins 15 % des actifs travaillent dans le pôle,. Elle compte 215 emplois en 2018, contre 186 en 2013 et 167 en 2008. Le nombre d'actifs ayant un emploi résidant dans la commune est de 1 210, soit un indicateur de concentration d'emploi de 17,8 % et un taux d'activité parmi les 15 ans ou plus de 69,6 %.
Sur ces 1 210 actifs de 15 ans ou plus ayant un emploi, 125 travaillent dans la commune, soit 10 % des habitants. Pour se rendre au travail, 92 % des habitants utilisent un véhicule personnel ou de fonction à quatre roues, 1,1 % les transports en commun, 3,5 % s'y rendent en deux-roues, à vélo ou à pied et 3,4 % n'ont pas besoin de transport (travail au domicile).

### Activités hors agriculture

#### Secteurs d'activités
121 établissements sont implantés  à Daux au 31 décembre 2019. Le tableau ci-dessous en détaille le nombre par secteur d'activité et compare les ratios avec ceux du département,.
| Secteur d'activité                                                                                        | Commune | Commune | Département |
| Secteur d'activité                                                                                        | Nombre  | %       | %           |
| --- | ------- | ------- | ----------- |
| Ensemble                                                                                                  | 121     | 100 %   | (100 %)     |
| Industrie manufacturière, industries extractives et autres                                                | 5       | 4,1 %   | (5,7 %)     |
| Construction                                                                                              | 25      | 20,7 %  | (12 %)      |
| Commerce de gros et de détail, transports, hébergement et restauration                                    | 33      | 27,3 %  | (25,9 %)    |
| Information et communication                                                                              | 6       | 5 %     | (4,1 %)     |
| Activités financières et d'assurance                                                                      | 4       | 3,3 %   | (3,8 %)     |
| Activités immobilières                                                                                    | 4       | 3,3 %   | (4,2 %)     |
| Activités spécialisées, scientifiques et techniques et activités de services administratifs et de soutien | 24      | 19,8 %  | (19,8 %)    |
| Administration publique, enseignement, santé humaine et action sociale                                    | 12      | 9,9 %   | (16,6 %)    |
| Autres activités de services                                                                              | 8       | 6,6 %   | (7,9 %)     |

Le secteur du commerce de gros et de détail, des transports, de l'hébergement et de la restauration est prépondérant sur la commune puisqu'il représente 27,3 % du nombre total d'établissements de la commune (33 sur les 121 entreprises implantées  à Daux), contre 25,9 % au niveau départemental.

#### Entreprises et commerces
Les cinq entreprises ayant leur siège social sur le territoire communal qui génèrent le plus de chiffre d'affaires en 2020 sont : 
- Caussat Espaces Verts, services d'aménagement paysager ;
- Pepinieres Du Padouenc, reproduction de plantes ;
- Fikri Constructions, travaux de maçonnerie générale et gros œuvre de bâtiment ;
- Alric, travaux d'installation électrique dans tous locaux ;
- Financiere Caussat, activités des sièges sociaux.

### Agriculture
La commune est dans les « Coteaux du Gers », une petite région agricole occupant une partie nord-ouest du département de la Haute-Garonne, caractérisée par une succession de coteaux peu accidentés, les surfaces cultivées étant entièrement dévolues aux grandes cultures. En 2020, l'orientation technico-économique de l'agriculture  sur la commune est la culture de fleurs et/ou horticulture diverse.
|               | 1988  | 2000  | 2010 | 2020 |
| ------------- | ----- | ----- | ---- | ---- |
| Exploitations | 32    | 27    | 22   | 23   |
| SAU (ha)      | 1 127 | 1 009 | 859  | 977  |

Le nombre d'exploitations agricoles en activité et ayant leur siège dans la commune est passé de 32 lors du recensement agricole de 1988  à 27 en 2000 puis à 22 en 2010 et enfin à 23 en 2020, soit une baisse de 28 % en 32 ans. Le même mouvement est observé à l'échelle du département qui a perdu pendant cette période 57 % de ses exploitations,. La surface agricole utilisée sur la commune a également diminué, passant de 1 127 ha en 1988 à 977 ha en 2020. Parallèlement la surface agricole utilisée moyenne par exploitation a augmenté, passant de 35 à 42 ha.
L'agriculture basée sur la culture de céréales (maïs, blé) mais aussi la présence de pépinières garde une place importante. Le développement ces dernières années de cultures bio (maraichage, céréales) est significatif.

## Culture locale et patrimoine

### Lieux et monuments
- Église Saint-Barthélémy

L’Église est composée de deux parties distinctes : le clocher, classé monument historique, du XIVe siècle, et la nef du XIXe siècle. Le clocher octogonal de type toulousain, présente trois étages avec des baies géminées en mitre. Il est surmonté d’une flèche de brique. Il s’agit d’un clocher défensif qui fut doté en 1682 de trois petits canons pour assurer la défense du village. Les canons étaient installés sur la galerie qui forme la base de l’édifice. Le clocher a fait l’objet d’une restauration en 1936 soutenue  par Lucien Babonneau, personnage illustre de Daux. La nef fut bâtie en 1853 sur les plans de l’architecte diocésain Delort à l’emplacement d’un ancien édifice. Le chantier fut conduit à l’initiative de l’abbé Dastarac et financé en grande partie par les Dauxéens.
De style néo-gothique, l’église est construite avec les matériaux locaux traditionnels : brique foraine et galet. 
La nef unique est coiffée d’une voûte sur croisée d’ogives. Le décor intérieur date du XIXe siècle. L’église possède un ensemble de vitraux de grandes dimensions.
- Le château d'eau est un des plus hauts d'Europe (76 m).
- Châteaux de Peyrolade, de Lalo, d'Ambruscq, de Fabari.

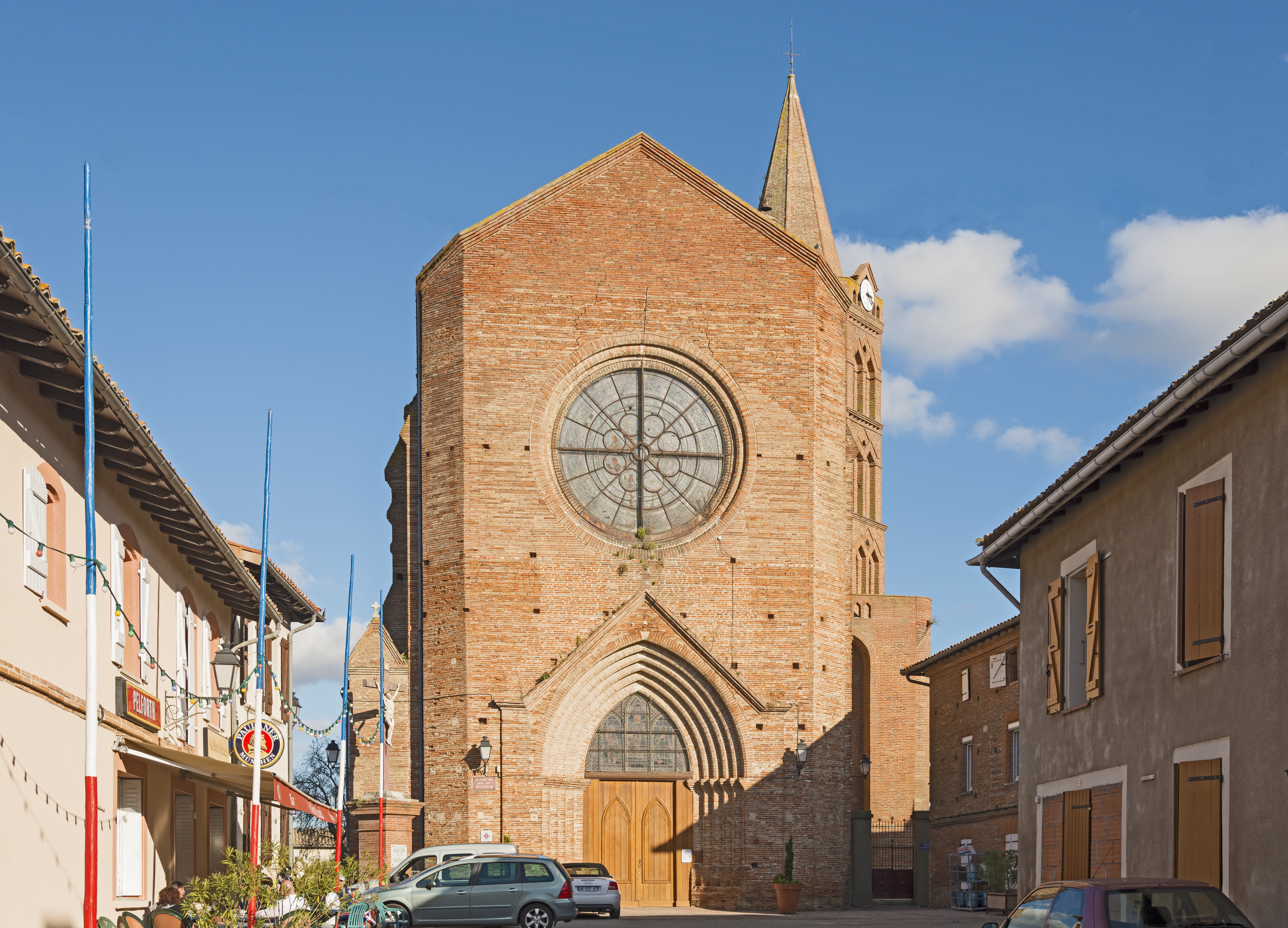
L'église Saint-Barthélémy - la façade
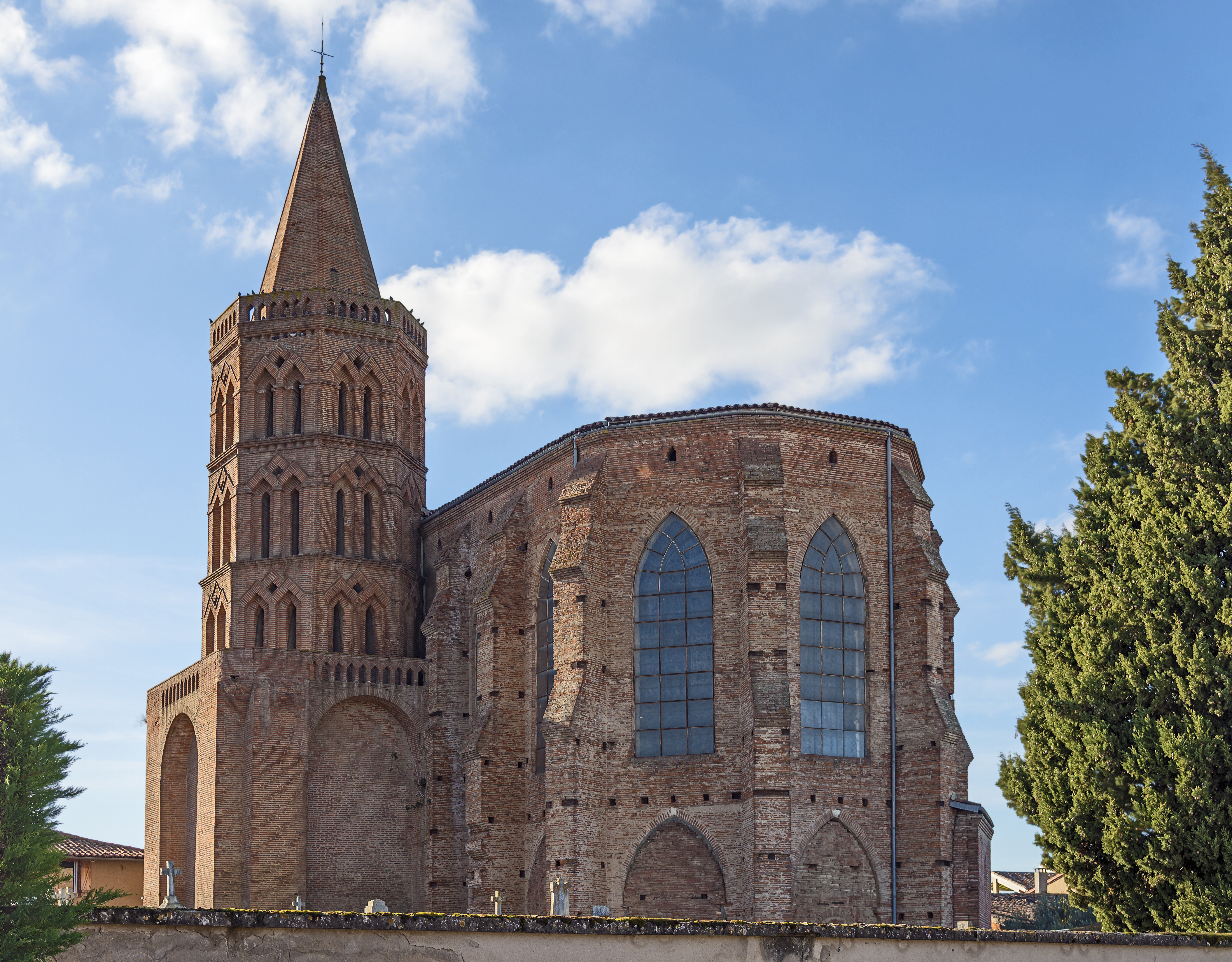
Abside et clocher de l'église Saint-Barthélémy
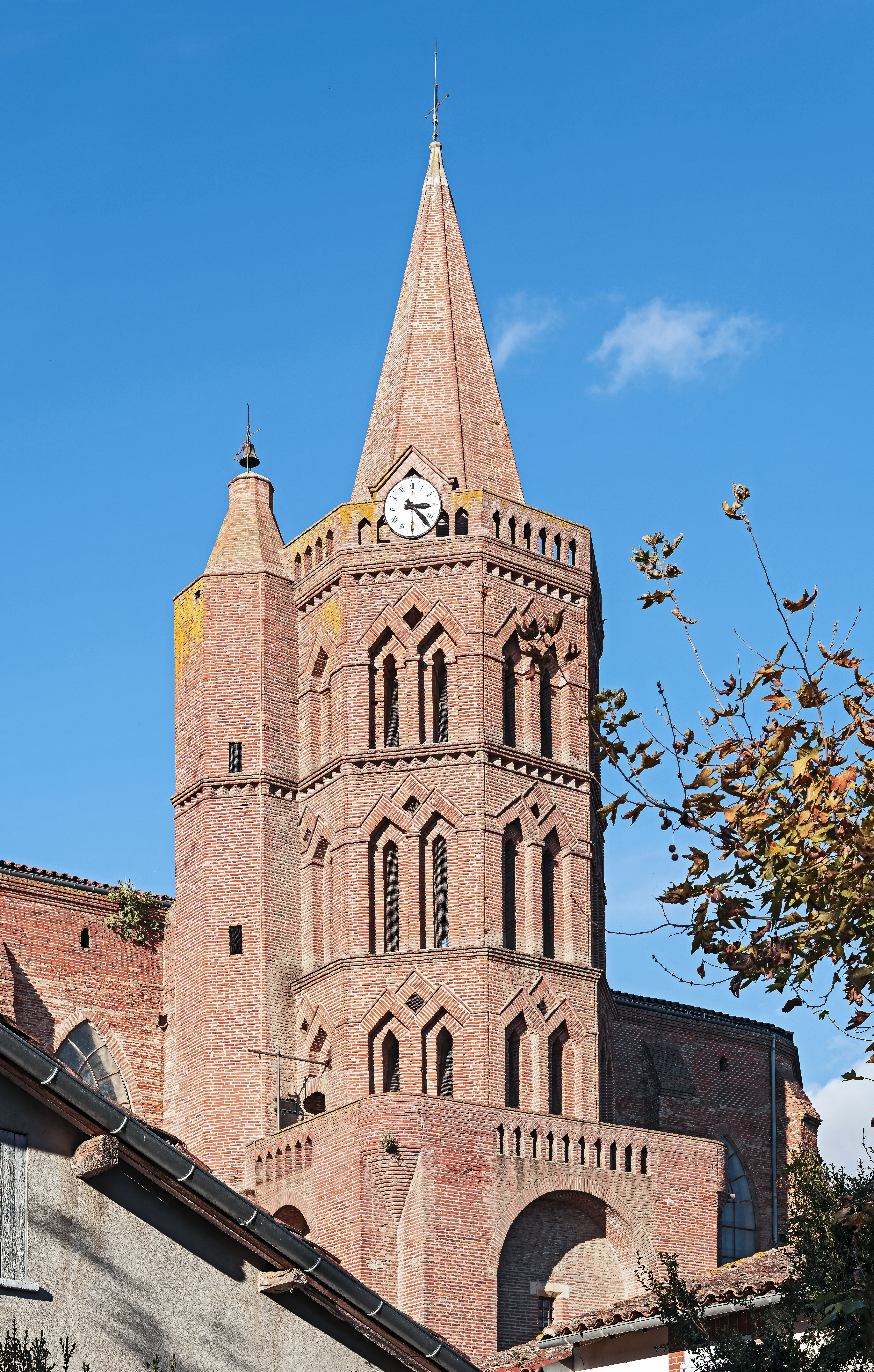
Le clocher du XIVe
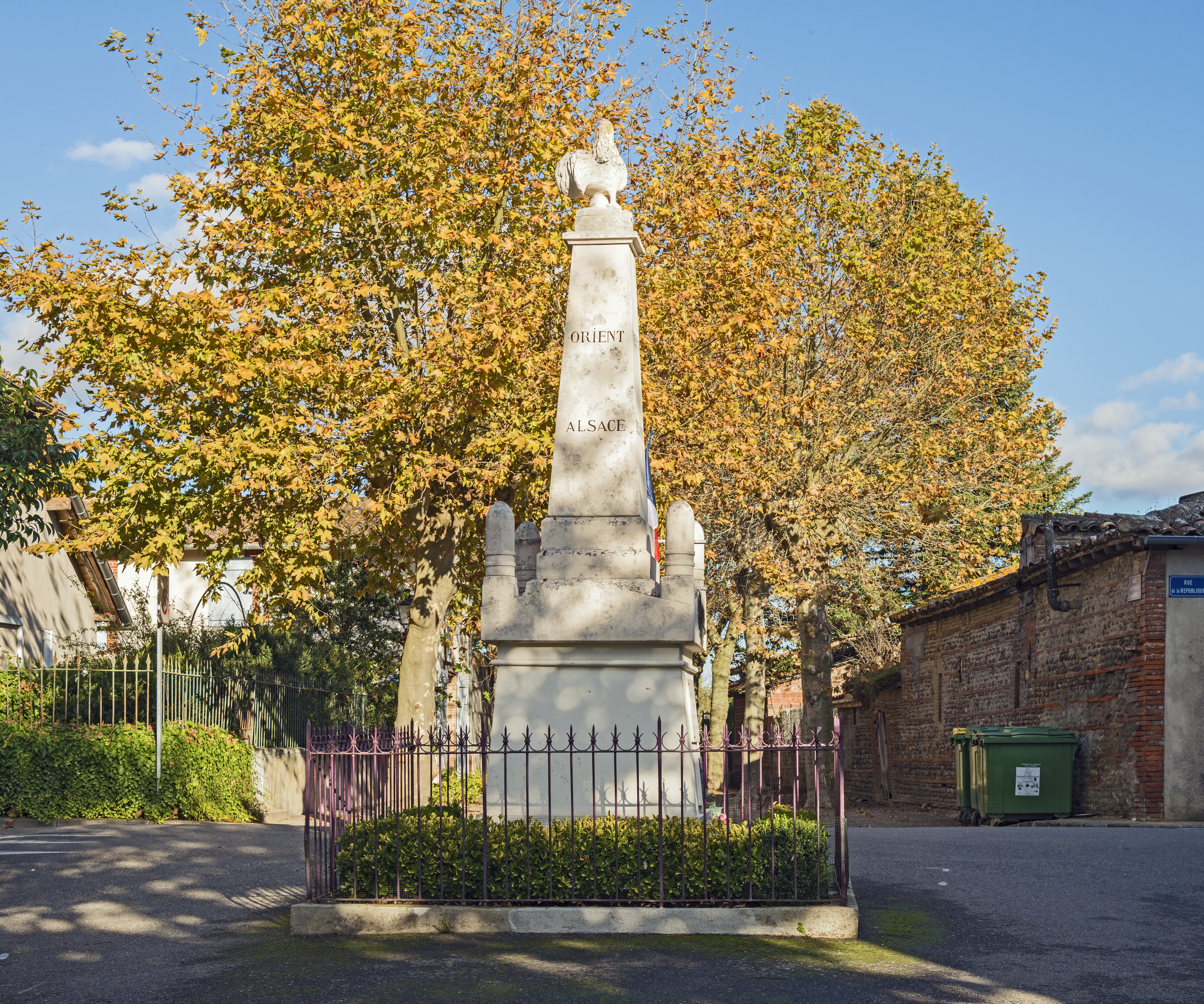
Monument aux morts.

### Héraldique
| Daux | Son blasonnement est : D'azur aux trois tours d'argent, surmontées de trois fleurs de lys d'or rangées en chef. On peut toutefois se demander si les trois fleurs de lys ne formaient pas à l'origine un chef qui aurait été confondu avec le champ avec le temps. |

## Pour approfondir